# Maria Albertina
Maria Albertina Soares de Paiva, conhecida artisticamente como Maria Albertina (Ovar, 5 de janeiro de 1909— Lisboa, 27 de março de 1985), foi uma fadista e atriz portuguesa. Foi mãe do locutor Cândido Mota.

## Biografia
Maria Albertina nasceu a 5 de janeiro de 1909. Ainda jovem começou por cantar na sua terra natal. Foi em Lisboa que iniciou a sua carreira artística após ser descoberta pelo maestro Macedo de Brito.
Maria Albertina estreou-se em 16 de Julho de 1930 na opereta História do Fado, ao lado de nomes consagrados como Berta Cardoso e Maria das Neves.
No cinema participou em  A Canção de Lisboa (1933), Bocage (1936) e Vendaval Maravilhoso (1949). 
Os seus maiores sucessos musicais foram "Voz do Povo", "Tricanas de Ovar", "Fado Meu Filho", "Bailarico Saloio", e outros mais.
Maria Albertina morreu a 27 de março de 1985, na sequência de um AVC que tivera dois anos antes e que a deixara muito debilitada.

## Homenagem
Em Lisboa, a Rua Maria Albertina foi atribuída pelo Edital municipal de 25 de junho de 1985, no Bairro Municipal da Cruz Vermelha, na freguesia do Lumiar.
Em 1998 seria editado em CD, como parte da colecção O Melhor dos Melhores  (n.º 77)  da Movieplay, uma compilação reunindo algumas das suas músicas.